# Арне су Вито
Арне су Вито (фр. Arnay-sous-Vitteaux) насеље је и општина у источном делу централне Француске у региону Бургоња, у департману Златна обала која припада префектури Монбар.
По подацима из 2011. године у општини је живело 107 становника, а густина насељености је износила 8,81 становника/km². Општина се простире на површини од 12,14 km². Налази се на средњој надморској висини од 235 метара (максималној 482 m, а минималној 277 m).

## Демографија
| 1962. | 1968. | 1975. | 1982. | 1990. | 1999. | 2011. |
| ----- | ----- | ----- | ----- | ----- | ----- | ----- |
| 158   | 183   | 154   | 170   | 160   | 146   | 107   |

График промене броја становника у току последњих година